# Adijat Ayuba
Adijat Ayuba (11 de octubre de 1983) es una deportista nigeriana que compitió en judo. Ganó una medalla de plata en los Juegos Panafricanos de 2007, y una medalla de bronce en el Campeonato Africano de Judo de 2010.

## Palmarés internacional
| Juegos Panafricanos | Juegos Panafricanos | Juegos Panafricanos | Juegos Panafricanos |
| Año                 | Lugar               | Medalla             | Categoría           |
| ------------------- | ------------------- | ------------------- | ------------------- |
| 2007                | Argel (Argelia)     | Medalla de plata    | +78 kg              |
| Campeonato Africano |                     |                     |                     |
| Año                 | Lugar               | Medalla             | Categoría           |
| 2010                | Yaundé ( Camerún)   | Medalla de bronce   | Abierta             |